# Хельга Дін
Хельга Дін (6 квітня 1925 – 16 липня 1943) — єврейська дівчина, щоденник якої був знайдений у 2004 році. В щоденнику описується її перебування в голландській в'язниці Камп Вугт, куди її привезли під час Другої світової війни у віці 18 років.

## Біографія
Хельга Дін була наполовину голландкою. Жила з батьком і матір'ю в Німеччині, але сім'я переїхала до Нідерландів, коли переслідування євреїв посилилися. Мати Хельги працювала лікаркою загальної практики в концентраційному таборі Герцогенбуш. Після арешту Хельги, її батька і молодшого брата Клауса, матері дозволили продовжувати практику, але вона вирішила супроводжувати свою сім'ю до табору Собібор, де була вбита в газовій камері.
Після її останнього запису в щоденнику на початку липня 1943 року, Хельга Дін у віці 18 років була депортована до табору смерті Собібор і вбита в газовій камері невдовзі після прибуття. 

## Щоденник
Після прибуття в табір Вугт у квітні 1943 року Хельга почала вести щоденник у своєму шкільному зошиті. Вона писала щоденник для свого хлопця Кеса ван ден Берга, який після війни тримав його разом із пасмом волосся Хельги як сакральну реліквію. Після його смерті його син передав щоденник архіву у Тілбурзі.
Щоденник Хельги описує буденне життя в таборі Вугт: про її власні переживання, жахливі умови життя, дітей, яких вивозили в концентраційні табори.
"Пакую речі, а цього ранку помирала дитина, що мене геть засмутило" — писала Хельга, — "Сьогодні відходить ще один потяг, і цього разу ми будемо на ньому". Це був її останній запис, після чого її разом з родиною депортували до Собібору. Там, 16 липня 1943 року було зроблено запис про їхню смерть.

## Меморіали
На стежці, яка раніше вела до газових камер (зветься "Дорога до Раю"), членом Голландського Фонду Собібору встановлений пам'ятний камінь Хельзі та її родині.